# Аніта Дефранц
Аніта Дефранц (англ. Anita DeFrantz, 4 жовтня 1952) — американська академічна веслувальниця.
Бронзова призерка Олімпійських Ігор 1976 року в складі вісімки.